# Emergence (serie televisiva)
Emergence è una serie televisiva statunitense creata da Michele Fazekas e Tara Butters, trasmessa dal 24 settembre 2019 su ABC. Inizialmente destinata ad essere prodotta come serie originale della NBC, dopo che aveva ordinato l'episodio pilota, la serie è stata ripresa dalla ABC, che l'ha aggiunta alla sua stagione televisiva 2019-2020. Il 21 maggio 2020 la ABC ha cancellato la serie dopo la prima stagione.
In Italia, la serie va in onda dal 6 gennaio 2020 su Fox.

## Trama
Un commissario della polizia accoglie una bambina nella Baia di Peconic di Long Island trovata vicino al luogo di un misterioso incidente, ma scopre presto che la ragazza non ha memoria di ciò che le è successo e non sa chi sia. Il mistero della bambina diventa sempre più intenso del previsto, quando il commissario inizia ad indagare sulla storia che ha portato all'incidente, in particolare su come e perché sia successo. Vengono alla luce anche una serie di bizzarre interruzioni elettroniche, forze inspiegabili e uno strano simbolo criptico, tutte legate alla ragazza.

## Episodi
| Stagione       | Episodi | Prima TV USA | Prima TV Italia |
| -------------- | ------- | ------------ | --------------- |
| Prima stagione | 13      | 2019-2020    | 2020            |

## Promozione
Il 14 maggio 2019, ABC ha rilasciato il primo trailer ufficiale della serie. Il 27 agosto 2019, un'anteprima di 10 minuti è stata resa disponibile per la visualizzazione sul suo sito web ufficiale, nel suo canale YouTube e sulla sua pagina Facebook. L'anteprima ha inoltre fornito agli spettatori le chiavi di una serie di indizi che portano alla trama, come si evince dai nomi dei titoli degli episodi.

## Accoglienza
Il sito web aggregatore di recensioni Rotten Tomatoes ha riportato una valutazione di approvazione del 90% con una valutazione media di 6,95/10, basata su 30 recensioni. Il consenso critico del sito web recita: "Guidata da un'eccezionale Allison Tolman, Emergence evita di diventare solo un altro pasticcio misterioso con personaggi fortemente scritti che manterranno gli spettatori attenti a prescindere dalla risoluzione." Metacritic, che utilizza una media ponderata, ha assegnato un punteggio di 69 su 100 sulla base di 14 critici, indicando "recensioni generalmente favorevoli".